# Tallero di Brema
Il  tallero (in tedesco Thaler) fu la valuta dello stato di Brema fino al 1873. Era suddiviso in 72 Grote, ognuno di 5 Schwaren. Fino al 1863, il tallero di Brema seguiva uno standard legato all'argento e conteneva argento per 1/13½ del marco di Colonia. Dopo il 1863, il tallero di Brema, come anche il Vereinsthaler, passò al sistema aureo (gold standard) e fu valutato 1 4/21 grammi di oro (420 talleri per la "Pfund" (libra) da 500 grammi). Nel 1873, il tallero fu sostituito dal Goldmark (ℳ). Dato che entrambe le monete erano basate sull'oro fu possibile una conversione precisa con 1 Thaler = 3 9/28 ℳ.